# Стоянов, Андрей Николаевич
Андре́й Никола́евич Стоя́нов (1830—1907) — русский юрист, заслуженный профессор Харьковского университета.

## Биография
Родился в 1830 году.
В 1853 году окончил юридический факультет Харьковского университета со степенью кандидата. В 1859 году выдержал магистерский экзамен и напечатал в «Архиве» Калачова свою первую работу: «Об идеальном воззрении на общество и государство»; в 1862 году защитил диссертацию на степень магистра энциклопедии и международного права «Методы разработки положительного права и общественное значение юристов от глоссаторов до конца XVIII столетия», которая была оценена «как истинное приобретение для русской юридической литературы». В 1863 году он получил должность адъюнкт-профессора и был командирован за границу на два года.
Диссертацию на степень доктора государственного права «История адвокатуры у древних народов» он защитил 29 апреля 1869 года и 1 августа был утверждён экстраординарным профессором по кафедре истории важнейших иностранных законодательств древних и новых, а уже 4 июля 1870 года — ординарным профессором той же кафедры. Читал также, после смерти Каченовского в 1872 году, международное право. Возглавлял кафедру до 3 апреля 1884 года, когда перешёл на кафедру энциклопедии права. С 1887 года — ординарный профессор кафедры римского права; 27 июня того же года, по выслуге им 25 лет, был утверждён в звании заслуженного профессора. Лекции по истории римского права, которые он читал в течение 15 лет, пользовались таким успехом, что посещались студентами других факультетов. В числе его слушателей были М. М. Алексеенко, М. П. Бобин. Неоднократно выступал с публичными лекциями.
С 1870 года Стоянов был секретарём юридического факультета, с 1876 по 1886 год — деканом. Был произведён в действительные статские советники 30 января 1881 года. Был награждён орденами Св. Станислава 1-й ст. (1891), Св. Владимира 3-й ст. (1887) и Св. Анны 2-й ст. (1875).
По обширной эрудиции, ясности изложения и ораторским приемам он всегда считался одним из лучших профессоров Харьковского университета. Был приверженцем сравнительного и исторического методов изучения правовых институтов, следуя за Тэйлором, Спенсером, Мэном. В таком направлении написаны многочисленные его исследования: «Научное значение всеобщей истории законодательства» («Юридический вестник». — 1879, II), «Историческая аналогия и точки соприкосновения новых законодательств с древним правом» (Харьков, 1883), «Зачатки семейного права у первобытных народов» (Харьков, 1884), «К вопросу о возникновении институтов имущественного и обязательственного права» («Юридический вестник». — 1887. — № 10), «Английская адвокатура» («Юридический вестник». — 1880, IV); «Нравы общества и суды во Франции» (Харьков, 1876), «Финансовая администрация во Франции от средних веков до 1789 года» (Москва, 1877), «История адвокатуры у древних народов» (1869; докторская диссертация). Стояновым были написаны также: некролог «Воспоминание о Д. И. Каченовском» (Харьков, 1874); исследование «Очерки истории и догматики международного права» (Харьков, 1875). Им было напечатано также несколько небольших интересных статей: «Из истории университетов Западной Европы» (Харьков, 1891); «Из истории дуэли в Западной Европе» (Харьков, 1893). 
Умер в 1907 году.